# Norges statsskick
Norge är en konstitutionell monarki med en parlamentariskt utsedd regering. Statschefens uppgifter inom det politiska systemet är främst ceremoniella. Den norska grundlagen från 1814 ger statschefen rätten att självständigt utnämna sin regering men sedan 1884, då parlamentarism infördes i Stortinget, har det blivit så att statsministern måste ha stöd i Stortinget. Formellt sett kan statschefen utnämna vem han vill som statsråd i regeringen men i praktiken utnämns statsråd efter förslag från statsministern.
Det norska parlamentet, Stortinget, består av 169 ledamöter från år 2005, valda från de 19 fylkena. Valsystemet är proportionellt med val vart fjärde år (och utan möjlighet till nyval eller extraval). Möten i Stortinget leds av Stortingspresidenten (talmannen). Stortinget består av två kammare - Odelstinget och Lagtinget - med något olika uppgifter. Medan Odelstinget väcker åtal till riksrätten och behandlar lagförslag i en första läsning, utgör Lagtinget riksrättens domarnämnd och bekräftar Odelstingets lagförslag i en andra läsning.
Lagtingets roll i lagstiftningsprocessen har dock alltmer tagit formen av en formalitet. Samtidigt finns en politisk vilja för att förändra riksrätten. Den 20 februari 2007 beslutade därför ett enigt Storting om flera förändringar i grundlagen, vilka bland annat innebär att delningen i två kammare upphör när Stortinget samlas igen efter de allmänna valen 2009. Beslutet måste dock bekräftas på nytt för att grundlagsändringen ska träda i kraft.
På regional och lokal nivå hålls också val vart fjärde år, i regel två år före/efter valet till Stortinget.
Den evangelisk-lutherska Norska kyrkan är ej skild från staten utan lyder i Norge under Stortinget.
Högsta domstol är Høyesterett. Som nämnts tidigare finns även en riksrätt, Riksretten, som hör mål mot regeringens och Stortingets ledamöter. Den har dock inte avgjort något mål sedan 1927, då den friade dåvarande statsminister Berge.
Sedan 2021 är Arbeiderpartiets Jonas Gahr Støre Norges statsminister. Stortingets president är Masud Gharahkhani.